# 吉井インターチェンジ (群馬県)
吉井インターチェンジ（よしいインターチェンジ）は、群馬県高崎市吉井町矢田にある上信越自動車道のインターチェンジである。
トランペット型の形状をしている。

## 道路
- E18 上信越自動車道（2番）

## 接続する道路
- 群馬県道41号神田吉井停車場線
- 国道254号（群馬県道41号神田吉井停車場線経由）

## 料金所
- ブース数：5

### 入口
- ブース数：2　
  - ETC専用：1　
  - ETC・一般：1

### 出口
- ブース数：3　
  - ETC専用：1　
  - 一般：2

## 周辺
- 吉井温泉
- 吉井駅
- 牛伏山

## 隣
E18 上信越自動車道
(1)藤岡IC/PA（PAは上り線のみ） - (2)吉井IC - (2-1)甘楽PA/SIC - (3)富岡IC